# Höllengrund (Großschweidnitz)

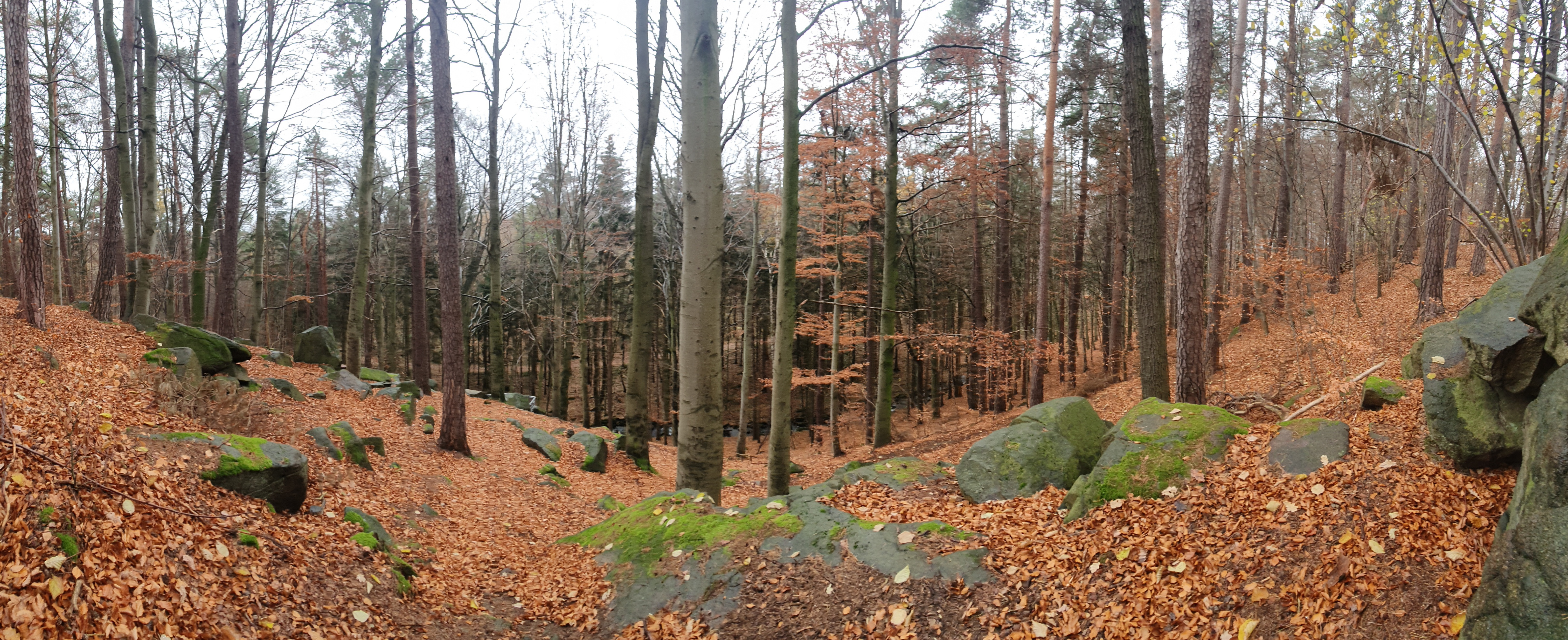
Panorama des Höllengrundtals

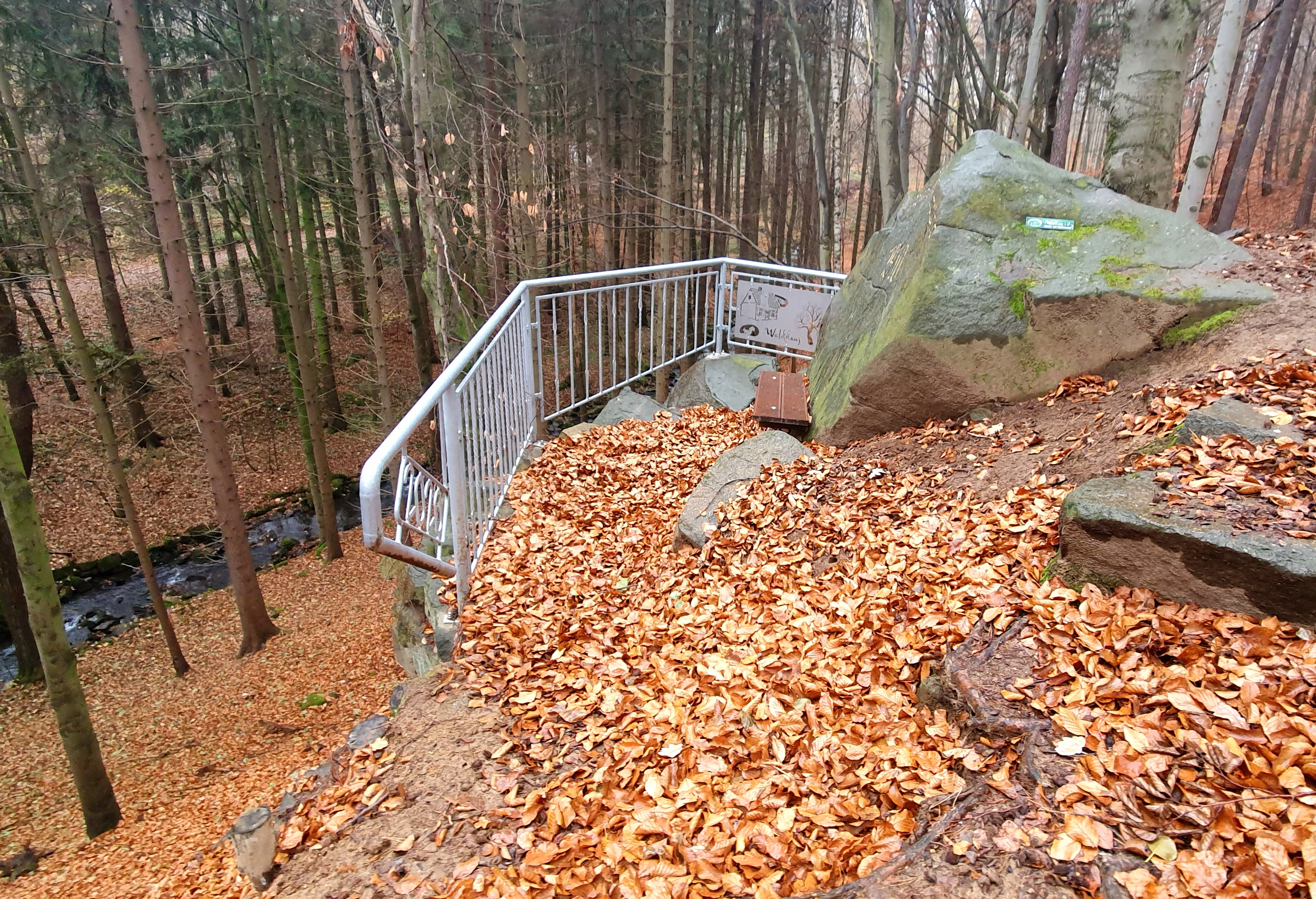
Der Jungfernsprung und das Tal …

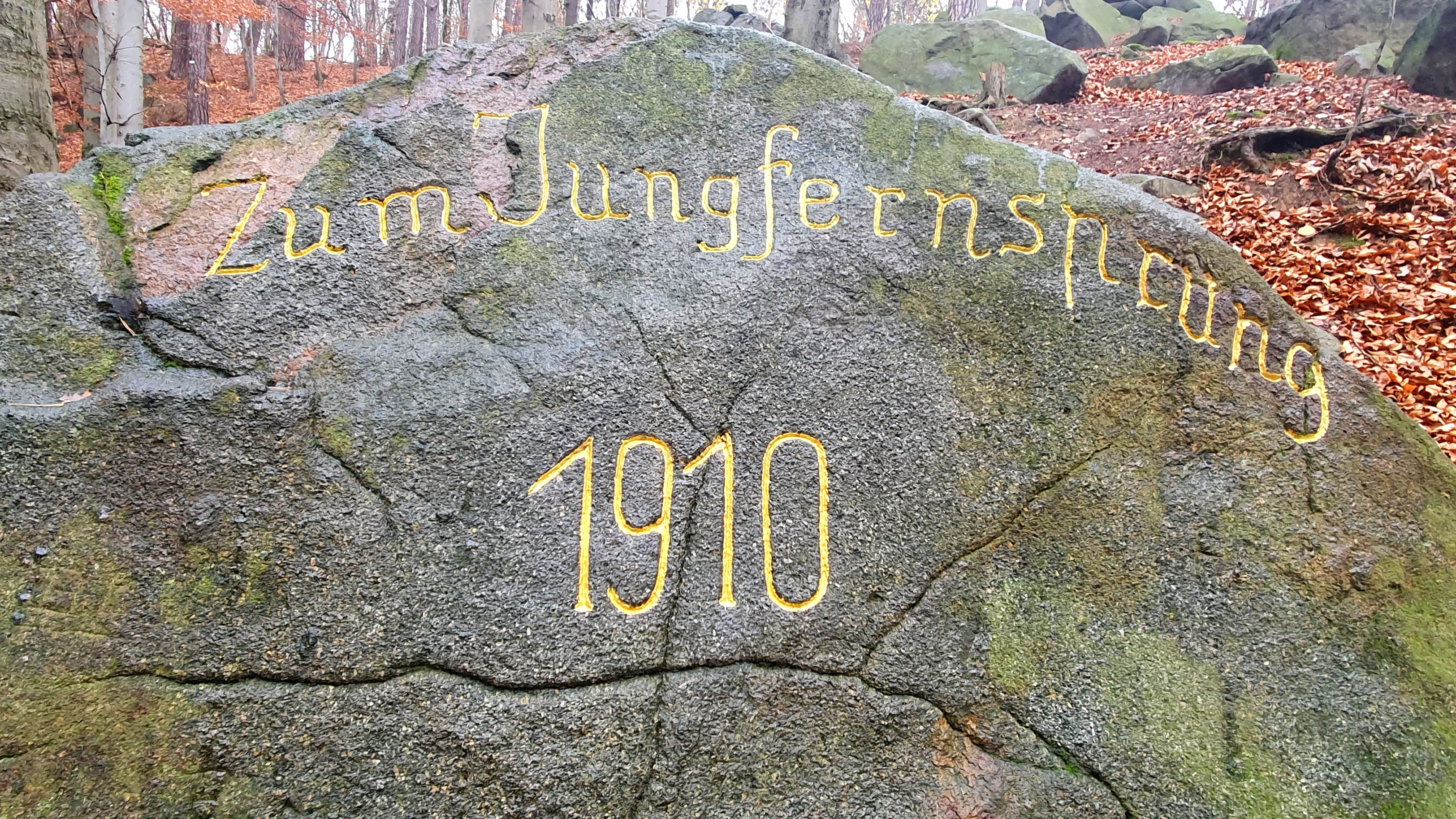
… wurden 1910 erschlossen

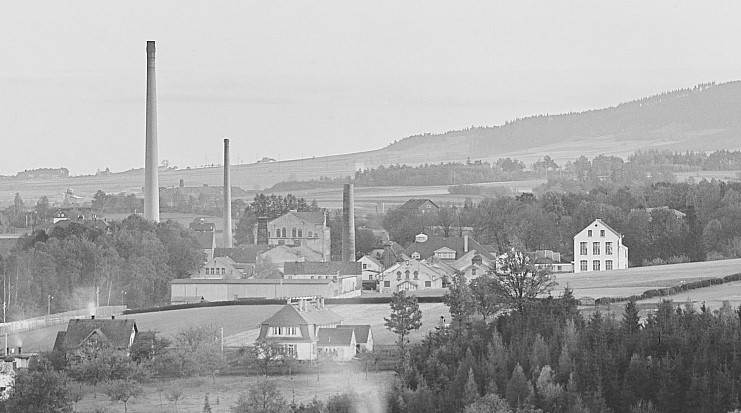
Duncan's Leinen-Industrie AG 1930

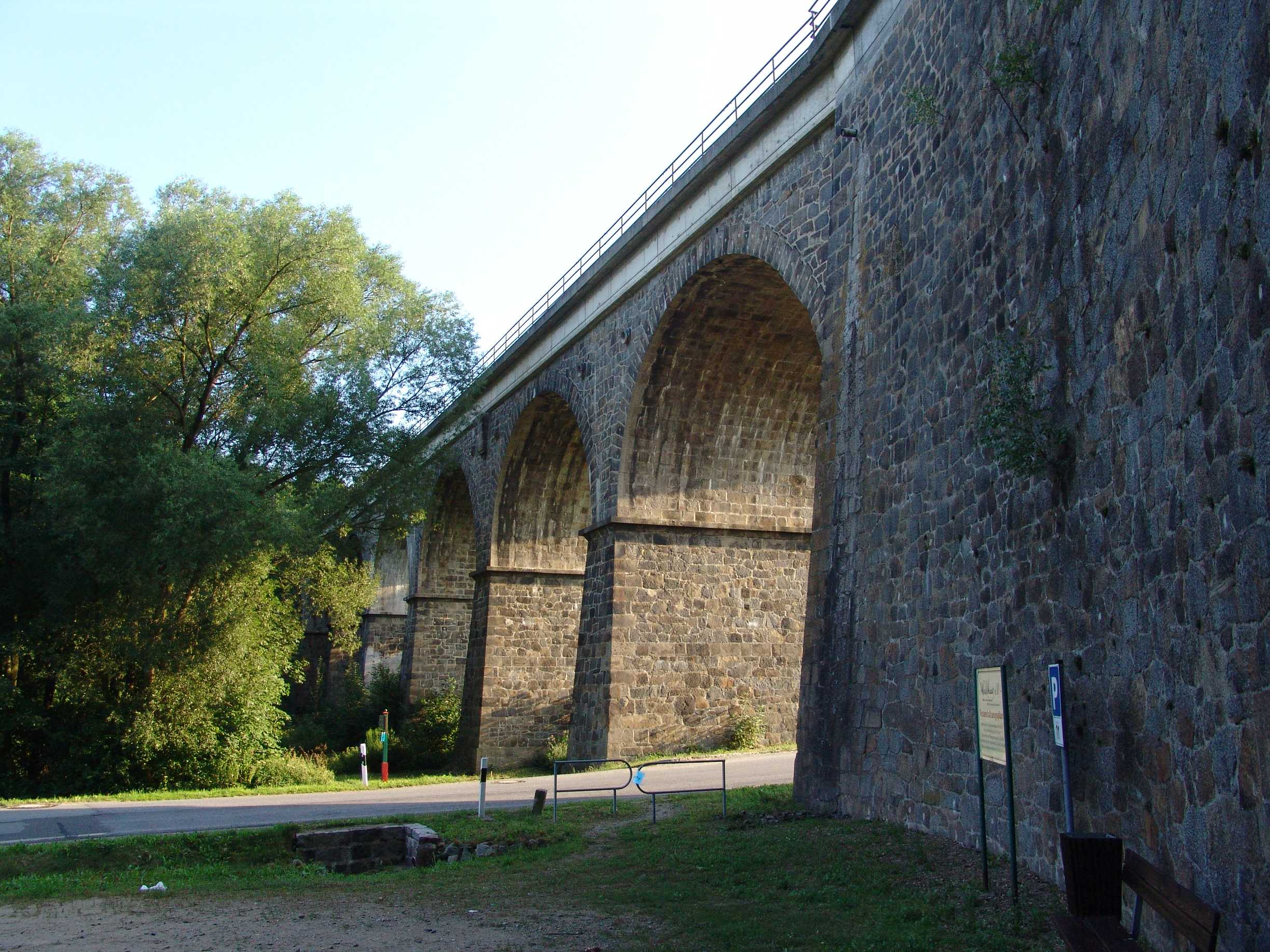
Das Höllengrund-Viadukt

Der Höllengrund, auch Höllgrund genannt, ist ein ca. 900 m langer Abschnitt eines Kerbsohlentales am Großschweidnitzer Wasser zwischen der ehemaligen Dürrhennersdorfer Höllmühle und Großschweidnitz. Südwestlich schließt sich der 347 m hohe Höllenberg an.
Mit seinem steilen, unausgeglichenen Gefälle und einem Hangneigungswinkel bis 60 Grad vertritt der Höllengrund den Typ der häufig vorkommenden Oberlausitzer Skalen (Felstäler) wie die Gröditzer Skala. Teilweise durchziehen mächtige Gerölle und Blöcke aus Lausitzer Granodiorit das damit dem Charakter eines höheren Mittelgebirgsbaches folgenden Fließgewässers.
Am Bachufer stehen abwechslungsreiche Waldformen inmitten einer artenreichen Bodenflora mit den Baumarten Bergahorn, Gemeine Esche und Stieleiche; den größten Flächenanteil nimmt jedoch in der schmalen Talaue als auch an den nach Norden gerichteten Hängen Fichtenforst ein, dagegen herrschen an den südexponierten Hängen Kiefer und Lärche vor.
Ein markierter Wanderweg führt durch den Höllengrund, zugleich die kürzeste Wegeverbindung zwischen Großschweidnitz und Dürrhennersdorf.

## Geschichte
1846 wurde mit dem Bau des 148 m langen und 17,5 m hohen Höllengrund-Viaduktes für die Bahnstrecke Löbau-Zittau begonnen. Der Engländer Sir William Duncan, welcher 1869/70 die „Duncan's Leinen-Industrie AG“ in Großschweidnitz gründete, erwarb auch einen Teil des Höllengrundtales. Oberlehrer Gustav Schmidgen erschloss schließlich das Tal 1910/11 mit Dorfbewohnern und Schülern für Ausflügler.
Ebenfalls 1911 wurde durch den damaligen Besitzer der Gaststätte Zum Höllengrund ein einfaches Blockhaus als Sommergaststätte inmitten des Höllengrundes erbaut. Das Land dazu stellte die Duncan's Leinen-Industrie bereit. Da der spätere Käufer den Weiterbetrieb nicht gestattete, verfiel der Bau und musste 1941 abgerissen werden.
Am 8. Mai 1945 etwa gegen 9:00 Uhr erfolgte die Sprengung des mittleren Bogens des Höllengrund-Viaduktes durch die Wehrmacht. Durch rasche Wiederaufbaumaßnahmen konnte der erste Zug die Brücke schon am 4. August 1945 wieder überqueren.
1959 erfolgte der Wiederaufbau des Waldhauses im Höllengrund als kleine Waldgaststätte des Konsums. 1966 übernahm es schließlich die Gemeinde, eh es 1981 wieder in private Hand kam. 1996 gelangte es erneut in den Besitz der Gemeinde, welche das Waldhaus nach Sturmschaden umfangreich sanieren musste. Es wurde anschließend der Waldhaus e. V. gegründet, welcher sich um die Pflege und Organisationen von Festen rund um das Waldhaus kümmert.
Heute ist das Höllengrundtal ein beliebtes Ausflugs- und Wanderziel.

## Duncan's Leinen-Industrie AG

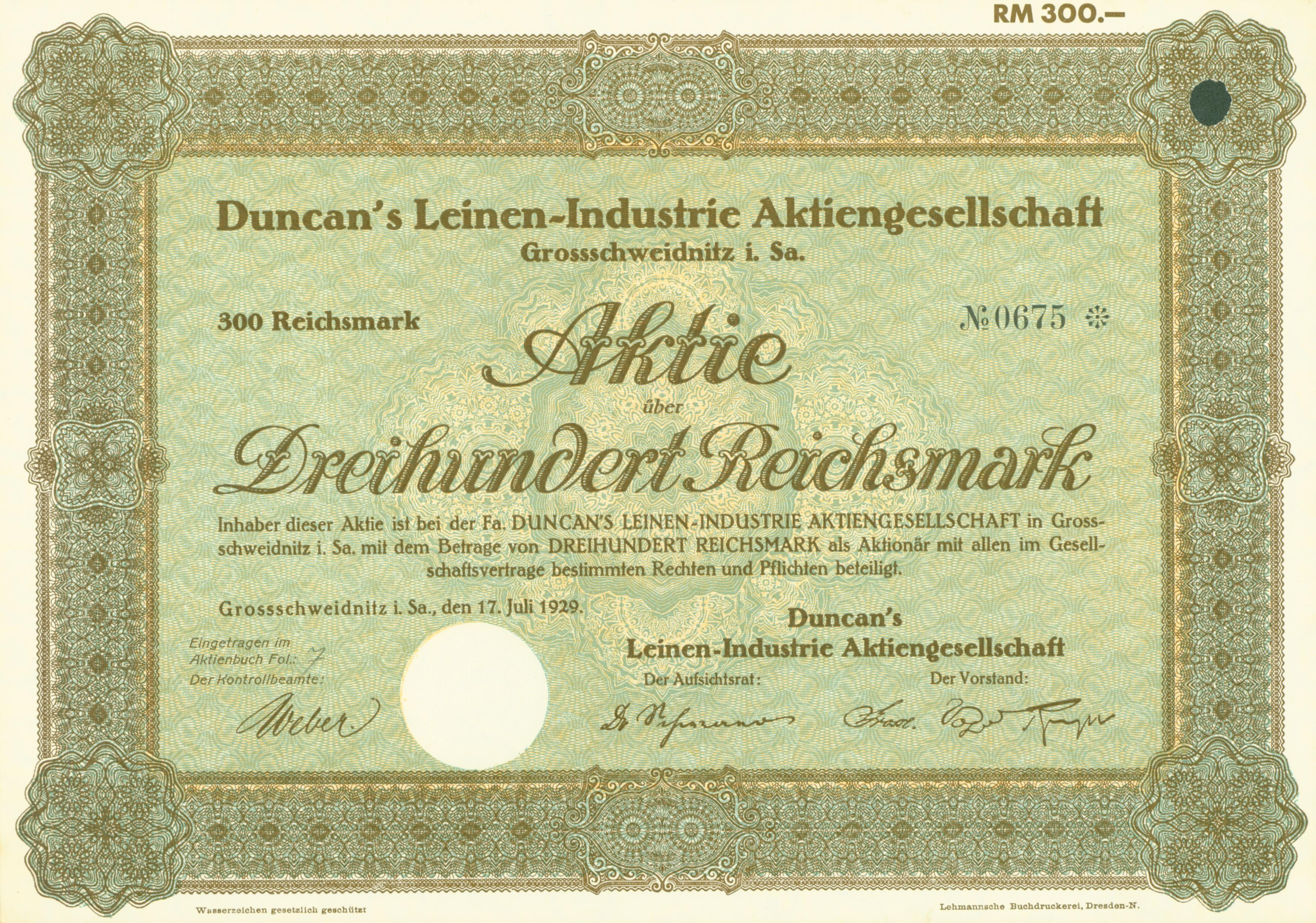
Aktie über 300 RM der Duncan's Leinen-Industrie AG vom 17. Juli 1929

Im Jahr 1869 gründete der Engländer Sir William Duncan in Großschweidnitz am Rande des Höllengrundtals die Duncan's Leinen-Industrie AG. Im Volksmund Englische Bleiche oder auch Engelei (Da Duncan aus England stammte) genannt. Grund dafür war, dass der Großteil der Produktion aus seinem Stammwerks in Rawda bei Leeds nach Deutschland exportiert wurde. Der Betrieb wuchs bis zum Ersten Weltkrieg auf knapp 600 Mitarbeiter an und war bis zur Eröffnung der Sächsischen Heil- und Pflegeanstalt im Jahr 1903 der größte Arbeitgeber im Ort. Auf einer Anhöhe am Rande seiner Fabrik ließ sich Duncan 1874 eine Villa errichten.
Zu Zeiten der Weltwirtschaftskrise erwarb die Firma Gruschwitz aus Neusalz/Oder die Mehrheitsrechte an der Leinen-Industrie und somit ihr Entscheidungsrecht.
Nach dem Zweiten Weltkrieg wurde die Firma dem sozialistisches Eigentum überführt und Teil des Kombinats Hirschfelder Leinen- und Textilindustrie. Im Jahr 1990 erfolgte die Schließung. 1996 wurde die ehemalige Leinen-Industrie fast vollständig abgerissen. Die wenigen erhaltenen Gebäude gingen in Privatbesitz und wurden zum Teil 2013 saniert.
Zu DDR-Zeiten sorgten die Abwässer der Produktion, welche ungehindert unterhalb des Höllengrundes in das Großschweidnitzer Wasser geleitet wurden, zu einer starken Verschmutzung und Vergiftung des Wassers. Es kam unter anderen zu Fischsterben. Oberhalb der Einleitung war das Gewässer dagegen nur minder belastet. Heute hat das Großschweidnitzer Wasser wieder die Güteklasse II und gilt als unbelastet an Schadstoffen.
Zu Duncans Ehren wurde der Duncanplatz im Höllengrund angelegt und nach ihm benannt.

## Sagen
Dem Höllengrund widmen sich auch einige Sagen:
- Der Räuberhauptmann Johannes Karasek und seine Bande fanden bei ihren Raubzügen in der Löbauer Gegend hier angeblich sicheren Unterschlupf vor ihren Verfolgern.

- Eine Junge Maid sprang bei der Flucht vor einen jungen aufdringlichen Mann einen Felsvorsprung hinunter und landete weich im Moos. Der Mann, der der Magd hinterher sprang, blieb hingegen an den Felsen hängen und starb. Dieser Felsvorsprung trägt seither den Namen Jungfernsprung. Die Sage dazu lautet:[5]

Eine Maid ging zum Höllengrund,
Es folgt ihr ein Vagabund.
Er wollt sie verführen
und sündig berühren
zu dieser gar stillen Stund.
Mit Arglist schlich er hinterdrein
macht ängstlich das Mägdelein.
Mit furchtbaren Graus
riß schreiend sie aus
und wußt weder aus noch ein!
Am Abgrund hielt inne sie kurz
und waget den tiefen Sturz.
Und der Vagabund
sprang nach in den Grund,
blieb hängen an seinem Schurz.
Die Jungfer, sie sprang ohne Schaden,
der Bösewicht der hing am Faden!
Ihm half keine Seele,
daß lang er sich quäle!
Dann fraßen ihn Würmer und Maden!

## Besonderheiten

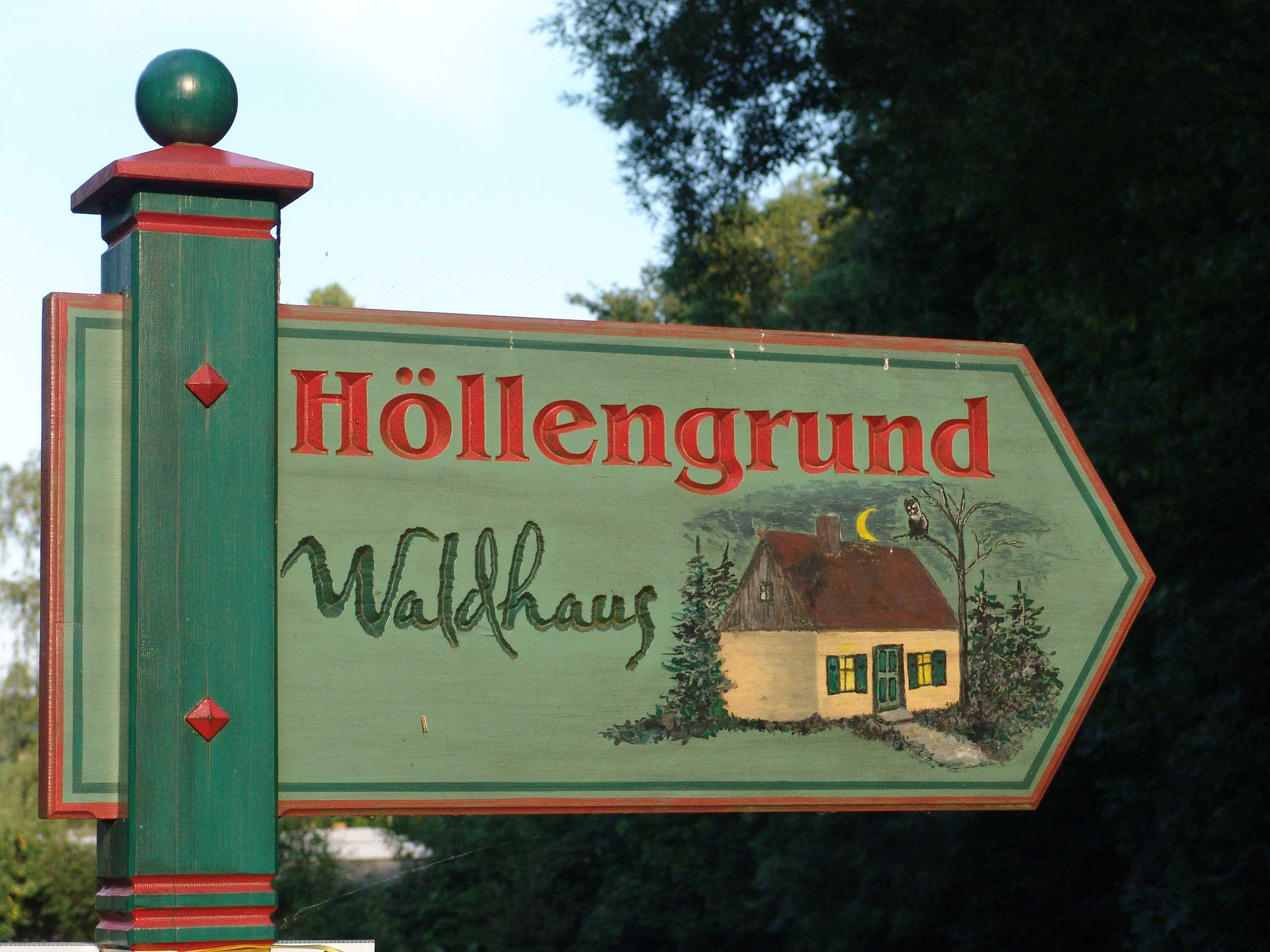
Schild zum Höllengrund

- Jungfernsprung nahe dem Waldhaus (1910)
- Höllengrund-Viadukt (7 Bögen, 17,5 m Höhe, 148 m Länge, Sprengung des mittleren Bogens am 8. Mai 1945 gg. 9.00 Uhr durch die Wehrmacht, am 4. Aug. 1945 fuhr schon wieder der erste Zug im Schritttempo über die Brücke)[6]
- Duncanplatz (nach Sir William Duncan benannt, der einen Teil des Höllengrundtales erwarb)
- Waldhaus